# Sura ellenbergeri
Sura ellenbergeri is een vlinder uit de familie wespvlinders (Sesiidae), onderfamilie Sesiinae.
Sura ellenbergeri is voor het eerst wetenschappelijk beschreven door Le Cerf in 1917. De soort komt voor in het Afrotropisch gebied.